# Finland i olympiska vinterspelen 1992
Finland deltog i olympiska vinterspelen 1992. Truppen bestod av 62 idrottare, 49 män och 13 kvinnor. Utöver de sju medaljerna vann även Tarja Mulari tävlingarna i speedskiing.

## Medaljer

### Guld
- Längdskidåkning
  - Damer 5 km:  Marjut Lukkarinen
- Backhoppning
  - Herrar K120 individuell (90 m):  Toni Nieminen
  - Herrar K120 lag (90 m): Risto Laakkonen, Mika Laitinen, Toni Nieminen, Ari-Pekka Nikkola

### Silver
- Längdskidåkning
  - Damer 15 km masstart:  Marjut Lukkarinen

### Brons
- Skidskytte
  - Herrar 10 km: Harri Eloranta

- Längdskidåkning
  - Herrar 4 x 10 km stafett:  Jari Isometsä, Harri Kirvesniemi, Mika Kuusisto, Jari Räsänen
- Backhoppning
  - Herrar K90 individuell (70 m):  Toni Nieminen